# Marsdenia cavaleriei
Marsdenia cavaleriei là một loài thực vật có hoa trong họ La bố ma. Loài này được (H. Lév.) Hand.-Mazz. ex Rehder mô tả khoa học đầu tiên năm 1934.